# Reserveofficer
Reserveofficerer er officerer, som efter en indledende tjeneste modsat linjeofficerer er tilknyttet militæret ved siden af et civilt hovederhverv. Denne del af Forsvaret er i Danmark kendt som Reserven. 
Før i tiden var det almindeligt at man mobiliserede værnepligtige hære i tilfælde af krig. Det var billigere rent samfundsøkonomisk end at have en stor og dyr stående hær i fredstid. Til at lede de mange menige soldater har man brug for befalingsmænd, herunder officerer. Reserveofficerer er indkaldt i længere tid end andre værnepligtige, da deres uddannelse er mere omfattende. Reserveofficerer bliver derfor hyppigere genindkaldt end andre værnepligtige.
I lande uden værnepligt har man deltidssoldater, der ved siden af deres civile karrierer træner i militære enheder, fx Territorial Army i Storbritannien og Korps Nationale Reserve i Holland. Personel vil som udgangspunkt være hjemsendte soldater. United States Army Reserve supplerer den regulære amerikanske hær med tropper i mandskabskrævende operationer.
Reserveofficerer er ikke kun begrænset til landjorden. I mange luftvåben uddannes kamppiloter, der efter initialkontrakten bliver trafikflyvere. For at kunne trække på deres ekspertise har USA Air Force Reserve Command, tidligere Air Force Reserve (AFRES). De udfører ca. 30 % af USAF's missioner med jagerfly, bombefly, transportfly, tankfly mm.
I 2. Verdenskrig blev landgangsfartøjer, minestrygere samt eskorterende korvetter og fregatter besat med reserveofficerer fra Royal Naval Reserve (RNR).

## Danmark
Hæren og Flyvevåbnet uddanner i dag unge som reserveofficerer. De er indkaldt i 24 måneder. Tidligere indkaldte Søværnet også reserveofficerer, det var typisk styrmænd og maskinmestre fra handelsflåden. Forsvarets Sundhedstjeneste indkalder læger, tandlæger og dyrlæger som reserveofficerer.  
Reserveofficerers grader følger linjeofficerers, men benævnes major-R, oberst-R osv. Officerer i Hjemmeværnet benævnes ikke reserveofficerer.
Grunduddannelsen til reserveofficer er målrettet værnepligten i henholdsvis Hæren og Flyvevåbnet. Den første del af uddannelsen er værnsopdelt og finder sted på hhv. Hærens Sergentskole i Sønderborg og Flyvevåbnets Sergentskole i Karup og er af ca. et halvt års varighed. Efter endt uddannelse ved de respektive sergentskoler kommer officersaspiranterne i praktik ved en værnepligtsenhed i ca. 3 uger. Herefter starter aspiranterne på et fire måneders uddannelsesforløb ved Løjtnantsskolen i Oksbøl. Her gennemgår aspiranterne den uddannelse der skal gøre dem i stand til at virke som delingsførere ved en værnepligtsenhed enten i Hæren eller i Flyvevåbnet. Efter de fire måneders uddannelse ved Løjtnantsskolen udnævnes aspiranterne til "sekondløjtnanter af reserven" og vender herefter tilbage til deres moderenhed for at gennemføre en ét-årig praktikperiode som delingsfører eller uddannelses-/støtteofficer.
Hærens reserveofficerer har et efteruddannelsesforløb (offensivkursus) af 5-6 ugers varighed midtvejs i deres praktikforløb.
Efter praktikperioden udnævnes reserveofficererne til "løjtnanter af reserven".  
Reserveofficererne er repræsenteret af fagforeningen HPRD, Hovedorganisationen for Personel af Reserven i Danmark. HPRD er også personalegruppens forhandlingsberettigede organisation. 
I Flyvevåbnet kan løjtnanter af reserven ansøge om at videreuddanne sig som officer på højere lederniveauer, såfremt der kan dokumenteres for en tilfredstillende tjenesteperiode. Overbygningen gennemføres over en 4 årig periode på Air Force Training Centre v/Skolereserven.https://www.hprd.dk/content/uploads/2013/02/HPRD_årsberetning_2011.pdf Uddannelsen fokusere på ledelse, uddannelsespædagogik og militære-føringsprincipper. Efter en tilfredstillende gennemførelse af uddannelsen, udnævnes officeren til premierløjtnant af reserven. Såfremt premierløjtnanten ønsker at videreuddanne sig igen gennemføres denne overbygning på Forsvarsakademiet og tager 1 år. Uddannelsen hedder VUK-1 og officeren udnævnes herefter til Kaptajn på lige fod med den faste struktur.https://documents.mx/documents/reserven-2012-nr-1.html